# 4691 Тоєн
4691 Тоєн (4691 Toyen) — астероїд головного поясу, відкритий 7 жовтня 1983 року.
Тіссеранів параметр щодо Юпітера — 3,586.
Названо на честь чеської художниці Марії Тоєн, справжнє ім'я Марія Чермінова (чеськ. Marie Čermínová, 1902-1980).